# 東京都立小台橋高等学校
東京都立小台橋高等学校（とうきょうとりつおだいばしこうとうがっこう、英: Tokyo Metropolitan Odaibashi Senior High school）は、東京都足立区小台に所在する東京都立高等学校。
校名は最寄りの隅田川にかかる小台橋に由来する。

## 概要
昼夜間定時制で昼間の午前部と午後部、夜間の夜間部を設置する三部制。三修制のため修業年限は3年制と4年制の両方から選択できる。
総合学科の特徴として、多様な科目の解説をし普通教育と専門教育を総合的に行うことで、多様な能力・適性などに対応した柔軟な教育を行っているという点がある。
「支援教育を行う普通学校」の一つ、チャレンジスクールに指定されている。チャレンジスクールの特徴としては、小中学校時代などに不登校経験を持つ生徒や、長期欠席などの原因で高校を中退した生徒を受け入れているという点がある。
現在仮設校舎での授業を行なっており、2024年度より新校舎の供用を開始予定。

## 沿革
（主要部の出典は本校ホームページ。）
- 2016年（平成28年）
  - 2月 - 都立高校改革推進計画・新実施計画により、東京都立荒川商業高校を対象校として足立地区チャレンジスクールを設置する計画が策定される。
  - 8月 - 足立地区チャレンジスクール基本計画検討委員会及び同専門部会が設置される。
- 2017年（平成29年）10月 - 足立地区チャレンジスクール基本計画検討委員会報告書が取りまとめられる。
- 2020年（令和2年）4月 - 足立地区チャレンジスクール（仮称）開設準備室が都立荒川商業高等学校内に設置される。足立地区チャレンジスクール（仮称）開設準備担当校長に、杉森共和[2]（前都立両国高等学校附属中学校副校長）着任。
- 2021年（令和3年）10月20日 - 東京都立学校設置条例の一部を改正する条例（東京都条例89号）において当校設立。名称および位置が次のように定められる。名称：東京都立小台橋高等学校 位置：東京都足立区小台2丁目1番31号[3]。初代校長に杉森共和[2]が任命される。
- 2022年（令和4年）4月1日 - 開校

## 部活動
2024年現在、以下の部活動がある。

### 運動部
- 男子バスケットボール部
- 女子バスケットボール部
- ゴルフ部
- 卓球部
- ソフトテニス部
- ダンス部
- キックボクシング部

### 文化部
- 科学部
- 優柱（ユーチュー）部
- 軽音楽部
- ゲーム部
- 美術部
- 茶道部

## 交通

### 鉄道
- 東京都交通局日暮里・舎人ライナー 足立小台駅下車、徒歩11分
- 都電荒川線 小台停留場下車、徒歩7分

### 路線バス
- 田端駅より都営バス東43系統、荒川土手行きに乗車し、小台橋バス停で下車。徒歩1分。